# Новые Гояны (Приднестровье)
Новые Гояны — село в Дубоссарском районе непризнанной Приднестровской Молдавской Республики.

## География
Вместе с селом Дубово входит в состав Дубовского сельсовета.
В двух километрах от села Новые Гояны проходит международная автомобильная трасса М-21 Волгоград—Бухарест.
Между сёлами Новые Гояны и Дубово находится живописное урочище Богатое.
В 2013 году село Новые Гояны вошли в тройку самых чистых и зелёных малых сёл Приднестровской Молдавской Республики.

## История
В 1986 г. в между сёлами Новые Гояны, Васильевка и урочищем Богатое было открыто 9 курганов с погребениями (в основном сарматы и поздние кочевники, но некоторые более ранние, относящиеся ещё к бронзовому веку). Материалы исследований (фрагменты двух амфор и бронзовый котёл погребённого скифо-сармата) хранятся в Музее археологии Академии наук Молдовы.
В 2007 году археолог С. И. Коваленко исследовал курган между Новыми Гоянами и Новокомиссаровкой.
Среди захоронений 11-12 веков, найденных в сёлах Дубоссарского района по линии Дубово-Новые Гояны-Новокомиссаровка, археологи часто находят могильники тюркских народов (их оставили после себя половцы, торки, печенеги).

## Население
Население села Новые Гояны — 117 человек (2011). В селе находится международный пункт пропуска с Украиной: таможенно-пограничный переход Платоново-Новый Гоян. В селе действуют клуб (в нём проводят репетиции женский ансамбль народных песен «Новый Гоян» и самодеятельный театральный коллектив).